# Cuvée
O Cuvée é uma É uma palavra francesa que foi imposta no campo  oenologico internacionalmente, especialmente no champanhe, para distinguir um tipo de vinho específico.   A palavra Cuvée é originária de "cuve" que significa "vat" ou tanque.
"Cuvée" também indica o resultado obtido da união de "cru" (em francês indica uma vinha particular, ou uma parte dela a partir da qual é obtido um vinho em particular) diferente, para formar um certo tipo de vinho, a fim de alcançar uma qualidade ótima e garantir o mesmo nível de gosto ano após ano.  O termo também é usado para indicar as melhores produções de vinícolas ou o must produzido pela primeira pressão de uvas..
1. ↑  «Il Linguaggio Dello Champagne. Dai Cru Ai Millesimati, Tra Bouquet E Perlage». Consultado em 22 de fevereiro de 2018. Arquivado do original em 30 de dezembro de 2009
2. ↑  Guide Compact DeAgostini, Vini
3. ↑  Benvenuti - Glossario enologico